# كاليب ريتش
كاليب ريتش (بالإنجليزية: Caleb Rich)‏ هو كاهن أمريكي، (ولد في Sutton, Massachusetts ‏ في الولايات المتحدة 1750  م).